# Luka Milivojević
Luka Milivojević (født 7. april 1991 i Kragujevac, Jugoslavien), er en serbisk fodboldspiller (midtbane). Han spiller for Crystal Palace i den engelske Premier League.

## Klubkarriere
Milivojević startede sin karriere i hjemlandet, hvor han blandt andet spillede for Beograd-storklubben Røde Stjerne. Efter ophold hos henholdsvis Anderlecht i Belgien og græske Olympiakos blev han i januar 2017 købt af Crystal Palace for en pris på ca. 13 millioner britiske pund.

## Landshold
Milivojević har (pr. juni 2018) spillet 27 kampe og scoret ét mål for Serbiens landshold. Han debuterede for holdet 14. november 2012 i en venskabskamp mod Chile. Han var en del af den serbiske trup til VM 2018 i Rusland.